# Jeseník nad Odrou
Jeseník nad Odrou település Csehországban, Nový Jičín-i járásban. Jeseník nad Odrou Polom, Vražné, Mankovice, Starý Jičín, Bernartice nad Odrou és Bělotín településekkel határos. Lakosainak száma 1908 fő (2024. január 1.).

## Népesség
A település lakosságának változását az alábbi diagram mutatja:
| Lakosok száma | 2341 | 2271 | 2249 | 2044 | 1923 | 1862 | 1967 | 1994 | 1900 | 1908 |
|               | 1869 | 1890 | 1921 | 1950 | 1980 | 2001 | 2017 | 2019 | 2022 | 2024 |